# Ökenuv

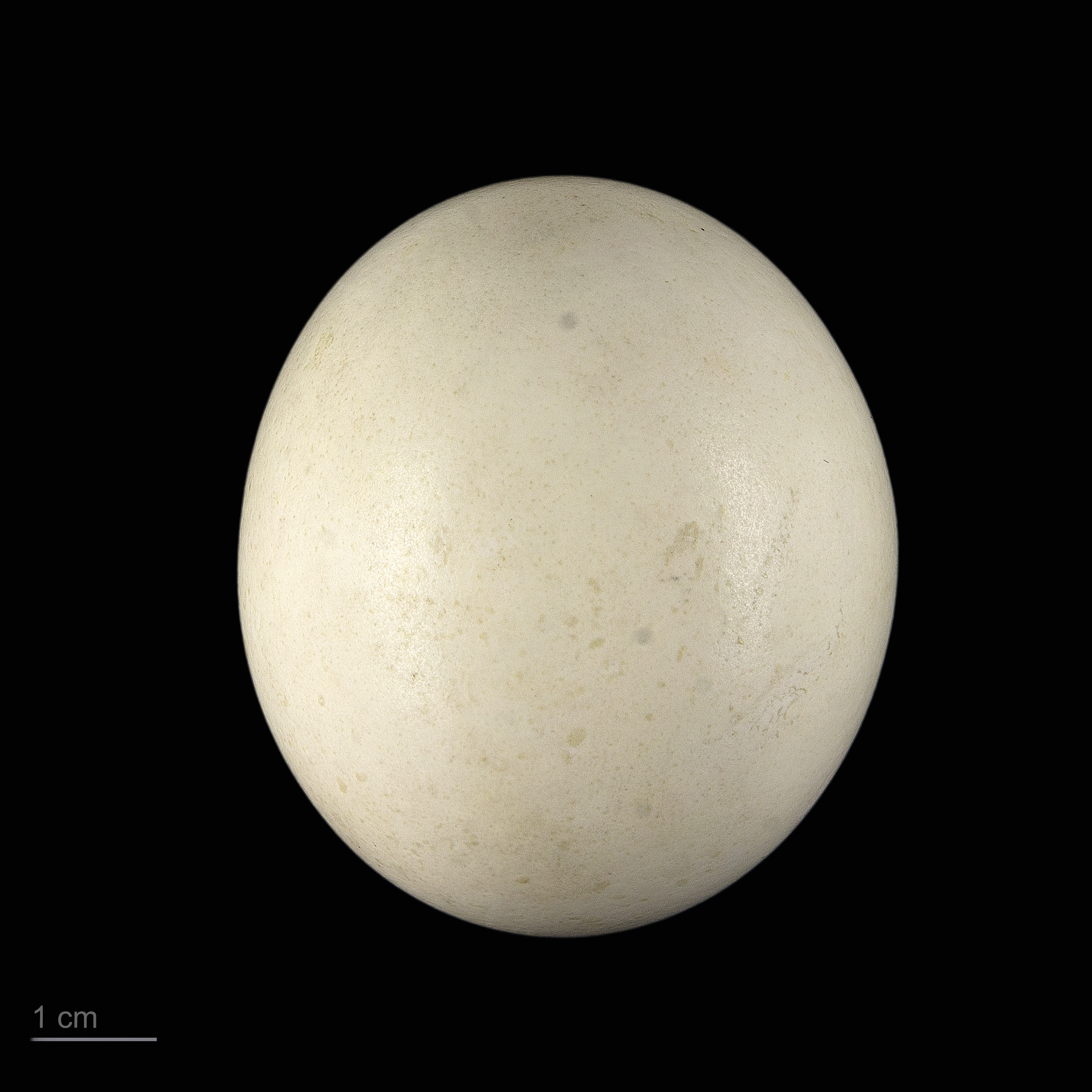
Bubo ascalaphus

Ökenuv (Bubo ascalaphus) är en uggla som tidigare behandlades som underart till berguv. Den förekommer i ökenområden i Nordafrika och Mellanöstern. Fågeln är lik berguven, men tydligt ljusare och mindre. IUCN kategoriserar världsbeståndet som livskraftigt.

## Utseende och läte

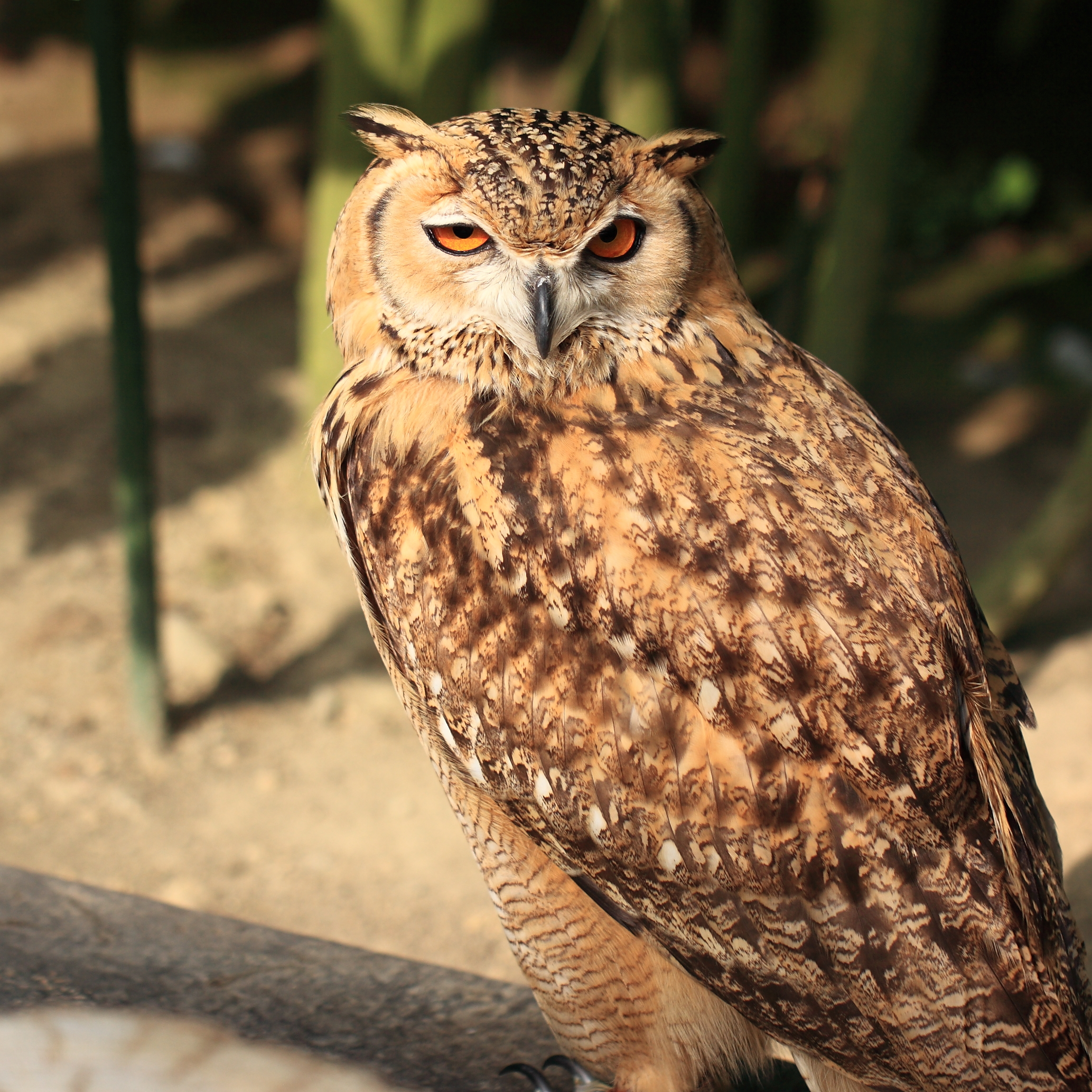
Ökenuv i fångenskap fotograferad i Japan.

Ökenuv är mycket lik berguv men är mycket ljusare och bara 75 % så stor (38–50 centimeter i längd jämfört med berguvens 59–73 centimeter). Den är vidare ljusare, med tunnare längsstreckning begrändsad till bröstet och tydligare svart inramning av ansiktet. Tofsarna på hjässan är också något kortare. Lätet skiljer sig också, det vanligaste ett mycket ljusare hoå.

## Utbredning och systematik
Ökenuven häckar i Nordafrika och Mellanöstern.Den behandlas numera oftast som monotypisk, men delas ibland upp i två underarter med följande utbredning:
- Bubo ascalaphus ascalaphus, nominatformen, häckar i stäppområden från Marocko till Egypten, i Israel, i öknen i Syrien och på Sinaihalvön.
- Bubo ascalaphus desertorum häckar i öknen från södra Tunisien till Egypten och Sudan, söderut till Mauretanien, Mali, Niger och Tchad, och på Arabiska halvön.

Tidigare kategoriserades ökenuven som en underart till berguv men urskiljs numera oftast som en egen allopatrisk art.
Hybridformer förekommer i Jordandalen och i Irak mellan taxonen ascalaphus och berguvens interpositus, men de förekommer också områden där de häckar sympatriskt utan tecken på hybridisering. Tidigare överlappade även utbredning av berguvens hispanus med ascalaphus i norra Algeriet utan hybridisering.

## Ekologi
Fågeln förekommer i öken eller i karg terräng där den häckar i håligheter i klipputsprång, med äggläggning januari–mars. Ökenuven är monogam och paren håller ihop livet ut. Födan består av små däggdjur, framför allt gnagare som ökenråttor (Gerbillus), men även fåglar, reptiler, olika sorters ryggradslösa djur och sällsynt även groddjur.

## Status och hot
Populationen har ett mycket stort utbredningsområde som uppskattas till 10 000 000 km². Den globala populationen är inte uppskattad men arten beskrivs som att på vissa håll ha en tät förekomst. Populationen kategoriseras av IUCN som livskraftig (LC).

## Namn
Ökenuvens vetenskapliga artnamn syftar på askalaphos, en fågel som nämns av Aristoteles, vanligen identifierad som en sorts uggla. Enligt den grekiska mytologin var Ascalaphus en son till Acherone och Orphne som förvandlades till en uggla av Persefone.